# Dani Garrido
Daniel Garrido Corrales (Legazpi, País Vasco, 5 de octubre de 1978), conocido como Dani Garrido, es un periodista deportivo español que se ha desempeñado en distintos formatos de radio y televisión. Desde 2016 dirige el programa radial Carrusel deportivo en la cadena SER. En televisión presentó y dirigió el programa deportivo El tercer tiempo hasta 2019, en la cadena de pago #Vamos. Además colabora como columnista en el diario AS.

## Biografía
Es licenciado en Periodismo por la Universidad del País Vasco. En 1998 antes de terminar la carrera llegó como becario a Radio Bilbao de la Cadena SER donde comenzó a desarrollar su carrera cubriendo la información deportiva. En 2010 se trasladó a Madrid para hacer parte del equipo de Carrusel Deportivo. Desde 2016 ha incursionado en formatos televisivos vinculados al deporte.

## Trayectoria profesional

### Cadena SER
Desde 1998 estuvo en el equipo de periodistas deportivos de la Cadena SER en Bilbao donde se desempeñó como redactor, productor e inalámbrico del Athletic Club en el Carrusel Deportivo dirigido en ese entonces por Paco González. En 2010 y tras la marcha de este último a la Cadena Cope se trasladó a Madrid para hacer parte del equipo periodístico y de producción del Carrusel de Javier Hoyos. También hizo parte del equipo de Carrusel Deportivo bajo la dirección de Manu Carreño (2011-2014) y Jesús Gallego (2014-2016). Durante este tiempo participó en la cobertura de eventos deportivos como los Juegos Olímpicos Londres 2012 y las Eurocopa de  2012, y 2016. Además en este periodo también dirigió Hora 25 Deportes.
En el año 2016 y tras una nueva reestructuración del área deportiva, su trayectoria llevó a que la Cadena Ser lo designara como director de Carrusel Deportivo convirtiéndose así en el décimo periodista que ocupa ese cargo. En 2018 cubrió el Mundial de Futbol Rusia 2018 al frente de todo el despliegue que dispuso la Cadena SER. 
En 2020 recibió el Premio Ondas a "Mejor Programa de Radio" por Carrusel Deportivo. Reconocimiento que destaca los programas realizados tras la cancelación de los eventos deportivos en los primeros meses de 2020 a causa del COVID-19.  
En la actualidad continua en la dirección del programa tras ser renovado para la temporada 2020-2021.

### Movistar #0
Desde 2016 incursionó en televisión presentando junto a Joseba Larrañaga el programa "Minuto #0" en la cadena de pago #0 de Movistar, un informativo que recopilaba toda la información de los distintos deportes dentro y fuera de España. A fines de 2017 el programa fue cancelado.

### #Vamos
Tras finalizar su vínculo con Movistar, en 2018  fue convocado para hacer parte del #Vamos, el nuevo canal que Movistar diseño para cubrir toda la información deportiva. Estuvo vinculado a ese canal hasta 2019, a cargo de la dirección y conducción del programa "El Tercer Tiempo" un formato que mezcla  la información y el debate en torno al fútbol internacional, en el que participan analistas deportivos como Axel Torres y Exjugadores de fútbol como Jorge Valdano y Gustavo López.El programa continúa emitiéndose en la actualidad.